# Porenutius
Porenutius ili Turupit je zapadnoslavenski bog kojeg navode Saxo Grammaticus u svom djelu Gesta Danorum i saga Knýtlinga saga. Štovan je u Korenici (Garz). Njegov kip imao je četiri glave.